# Laurin (film, 1989)
Pour plus de détails, voir Fiche technique et Distribution.
Laurin est un film hongro-allemand réalisé par Robert Sigl (de), sorti en 1989.

## Synopsis
Mars 1901, Allemagne. Fille de marin âgée d'une douzaine d'années, Laurin grandit dans un village portuaire. 
Un soir, à sa fenêtre, elle assiste à l'enlèvement d'un enfant. Cette même nuit, sa mère Flora découvre le corps inerte du garçonnet et le visage de son assassin ; elle est retrouvée morte au matin, sa dépouille gisant au bas d'un pont.
La jeune adolescente est alors confiée à sa grand-mère. Elle se lie bientôt d’amitié avec un camarade de classe, Stefan. Lorsque le garçon disparaît à son tour, aucun doute ne subsiste : un tueur d’enfants rôde aux alentours.
En proie à d’étranges visions, la curiosité de Laurin la met en grand danger…

## Fiche technique
- Titre : Laurin
- Réalisateur : Robert Sigl
- Scénario : Robert Sigl, Ádám Rozgonyi
- Photographie : Nyika Jancsó
- Montage : Teri Losonci
- Costumes : Gizella Koppány
- Musique : Hans Jansen, Jacques Zwart
- Producteurs : Andreas Bareiß, György Onódi, Róbert Prokopp, Bernie Stampfer
- Sociétés de production : Dialóg Filmstúdió, Salinas Filmproduktion, Südwestfunk, TS-Film
- Pays de production :  Allemagne de l'Ouest,  Hongrie
- Langue de tournage : anglais
- Format : Couleur - 1,85:1 - Son mono - 35 mm
- Durée : 84 minutes (1h24)
- Genre : Thriller, fantastique
- Dates de sortie en salles :
  - Allemagne de l'Ouest : 30 novembre 1989
  - France : 6 Septembre 2019 à L'Étrange Festival
- Dates de sortie en support physique :
  - France : 2020 par Le Chat qui fume

## Distribution
- Dóra Szinetár : Laurin Andersen
- Brigitte Karner : Flora Andersen
- Károly Eperjes : Van Rees
- Hédi Temessy : Olga
- Barnabás Tóth : Stefan Berghaus
- Kati Sir : Greta Berghaus
- Endre Kátay : Pasteur Van Rees
- János Derzsi : Arne
- Zoltán Gera : Engels
- Ildikó Hámori : Johansson
- Zsolt Szerenyi : tzigane
- Ottilia Marschek : jumelle
- Gabriella Marschek : jumelle
- Attila Hajdu : Enno
- Gábor Németh : Nikolas
- Zoltán Gyorgy : Van Rees
- Balázs Tardy : Erster Zigeuner
- Bela Kasi : Zweiter Zigeuner

## Production
Robert Sigl s'est inspiré du roman L'homme au cheval blanc de Theodor Storm. Il demande à son chef-opérateur hongrois Nyika Jancsó de s'imprégner de l'esthétique du Bal des vampires de Roman Polanski et des Innocents de Jack Clayton. 
Pour le rôle titre, son choix se porte sur la jeune Dóra Szinetár, qu'il a découverte dans Les Misérables lors d'une représentation au Budapesti Operettszínház. Son interprétation de Cosette le marque et elle remporte ainsi un casting de 200 jeunes filles. Il trouve l'actrice « incroyablement mature, [sachant] exactement ce qu'elle devait faire. Elle est d'une intelligence rare. »
Son budget limité pousse Sigl à tourner en Hongrie, à Hollokö et Szentendre. La distribution est presque intégralement composée de comédiens magyares. Pour assurer la communication sur le tournage, l'équipe technique et le casting parlent en anglais. 

## Réception
En 1989, Robert Sigl est lauréat du Prix du Film Bavarois. Il est alors le plus jeune cinéaste a remporté cette catégorie. La même année, il est nommé au Festival Max Ophüls mais perd au profit de Berthold Mittermayr. 
Malgré de très bons retours critiques, Laurin ne connaît pas le succès escompté et la carrière de Sigl ne décolle pas, un dédain que son réalisateur attribue au mépris de l'industrie allemande pour le cinéma de genre. Le film sombre dans l'oubli avant de retrouver ses lettres de noblesse, vingt ans plus tard, à travers divers festivals européens - le Fantafestival en Italie et L'Étrange Festival en France. Laurin ressort dans les salles allemandes courant 2018.
La sortie en support physique, orchestrée par l'éditeur vidéo Le Chat qui fume, lui donne une nouvelle ampleur dans les pays francophones. L'éditeur le présente comme un « conte fantastique dont l'atmosphère évoque les histoires de Perrault ou des frères Grimm » et associe la photographie aux « grands maîtres de la peinture, de John Constable à Caspar Friedrich ». Cette exclusivité en DVD et Blu-ray provoque une vague d'intérêt dans la presse spécialisée française. 
La plupart des critiques saluent ce premier film, considéré comme le coup d'éclat d'un très jeune cinéaste âgé de vingt-cinq ans lors du tournage : 
- L'Ecran fantastique signe un entretien avec Robert Sigl dans son numéro 414. Le journal définit le long-métrage comme un « conte de fées morbide à la beauté plastique assez époustouflante, dans le droit fil artistique des tableaux des grands maîtres flamands et des métrages de Harry Kumel. Une précieuse énigme onirique. » Il souligne également sa proximité avec « le drame psychologique à la Bergman (Fanny et Alexandre en tête) », « les frissons du giallo » et « l'univers gothique de la Hammer »[2].
- Le webzine Fais pas genre ! évoque « une véritable révélation, une découverte qui replace immédiatement Laurin au panthéon de ces longs-métrages qui comptent, qui méritent d’être considérés comme des chefs-d'œuvre, des pièces maîtresses, des fondations, d’un cinéma certes déprécié – et parfois injustement sous-évalué – mais néanmoins riche de proposition et d’affirmation de mise en scène »[4].
- Critique-film.fr parle du « film d'une vie », un « diamant noir et romantique, visuellement époustouflant »[5].
- Home Pop Corn souligne l'interprétation de Dóra Szinetár : « la jeune comédienne [...] cloue le spectateur de son regard sombre qui n’est pas sans rappeler celui d’Ana Torrent dans L’Esprit de la ruche [...] mais aussi dans Cría cuervos de Carlos Saura (1976), deux films très liés. Le spectre de La Nuit du Chasseur de Charles Laughton plane également sur cette histoire »[6].
- CinéDweller lui donne 7.5/10, séduit par le personnage éponyme de Laurin laquelle « observe avec son regard bouillonnant, le délitement de sa famille, la masculinité des uns, la force matriarcale de la grand-mère, sans oublier l’austérité religieuse et le racisme d’une société du début de XXème siècle qui est auscultée avec une finesse psychologique et poétique »[7].